# Save the date
Save the date è un'affermazione che sta a ricordare una data di un importante evento futuro.
L'espressione "save the date" si usa generalmente per richiedere a qualcuno di segnarsi e riservare una data specifica, solitamente per un evento importante come un matrimonio, una festa significativa o un evento aziendale.
Inizialmente esso nasce come oggetto, generalmente un foglio di carta o una cartolina, che avvisa parenti e amici di un matrimonio in vista. 
Esso quindi mostra la data scelta dagli sposi per le nozze e viene inviato sei o dodici mesi prima della celebrazione, anticipando l'invio delle partecipazioni di nozze.
Le buste pocketfold sono particolarmente associate agli inviti per eventi speciali come matrimoni.
Questo tipo di busta ha una struttura pieghevole che si apre come un portafoglio e contiene scomparti interni dove si possono inserire l'invito principale e altri inserti, come la mappa per raggiungere il luogo dell'evento, una carta per la risposta (RSVP), e informazioni aggiuntive sull'alloggio o sul programma dell'evento. 
Sono molto apprezzate per la loro eleganza e la capacità di mantenere organizzati tutti gli elementi dell'invito.
Il save the date è oggi utilizzato in vari ambiti per avvisare i clienti di date importanti, riguardanti anniversari, eventi speciali, apertura di nuovi uffici, ecc.